# (33334) Turon
(33334) Turon est un astéroïde de la ceinture principale.

## Description
(33334) Turon est un astéroïde de la ceinture principale. Il fut découvert le 11 novembre 1998 à Caussols par le programme ODAS. Il présente une orbite caractérisée par un demi-grand axe de 3,00 UA, une excentricité de 0,03 et une inclinaison de 12,0° par rapport à l'écliptique.

## Compléments